# Ernest Oppenheimer

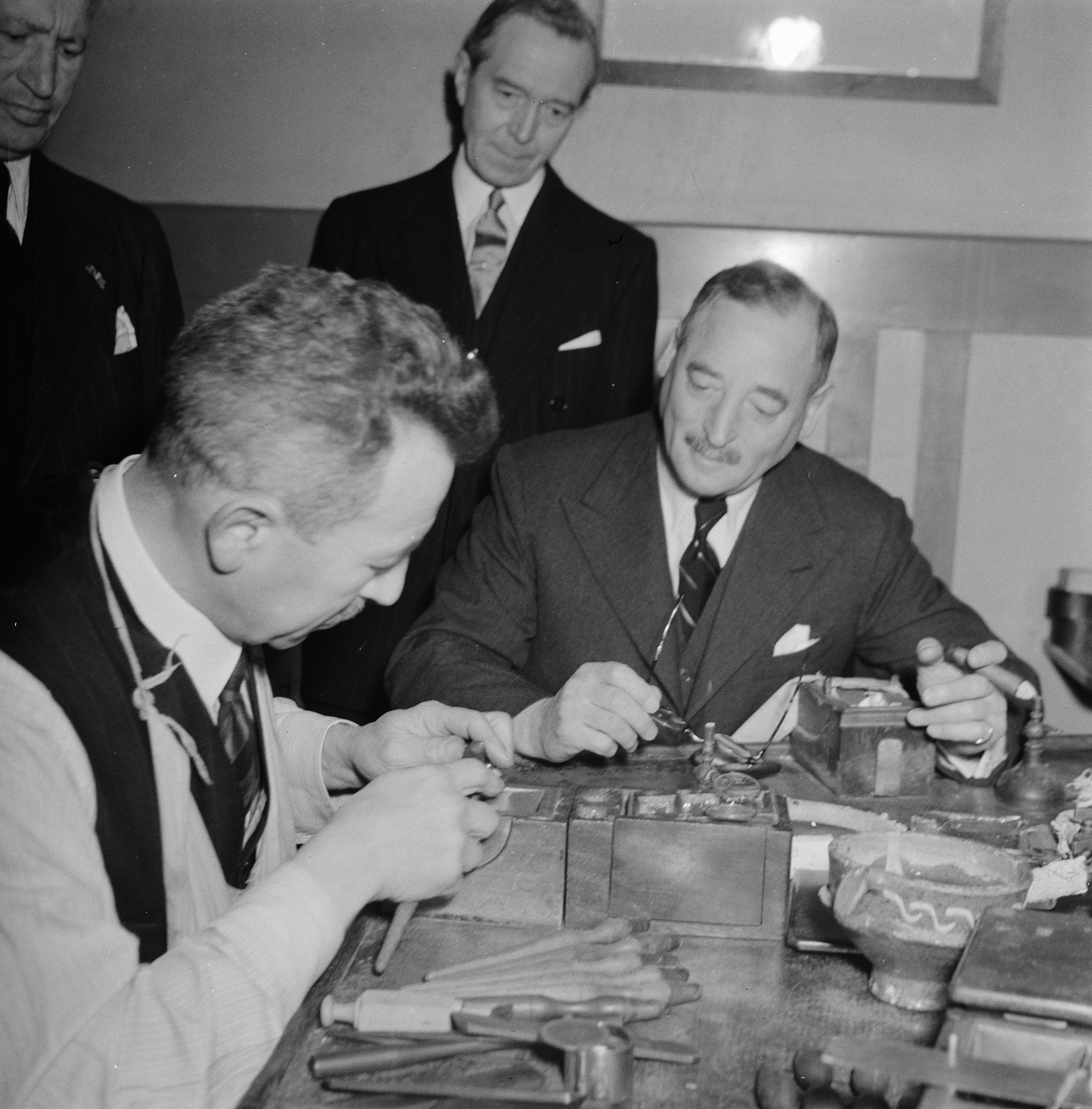
Ernest Oppenheimer (Amsterdam, 1945)

Ernest Oppenheimer (Friedberg, 22 maggio 1880 – Johannesburg, 25 novembre 1957) è stato un imprenditore sudafricano, attivo nel settore dell'oro e dei diamanti, celebre per aver preso il controllo della azienda mineraria De Beers e per aver fondato la Anglo American.

## Biografia
Nato a Friedberg, nel Granducato d'Assia, era figlio di Edward Oppenheimer, mercante di sigari ebreo. Oppenheimer iniziò a lavorare all'età di 17 anni entrando nella Dunkelsbuhler & Company, una società di brokeraggio di diamanti a Londra. Grazie ai suoi sforzi e al suo talento nel 1902, a soli 22 anni, riuscì ad ottenere l'incarico di andare a Kimberley, in Sudafrica, per trattare direttamente l'acquisto di diamanti con i fornitori, in particolare con la Premier Mine, appena scoperta e unica miniera non sotto il controllo del monopolista De Beers.
Qui iniziò una rapida carriera, mettendo in crisi il monopolio dell'estrazione diamantifera all'epoca detenuto dalla De Beers di Cecil Rhodes. Alla fine di una lunga battaglia la Premier Mine fu assorbita dalla De Beers e Oppenheimer divenne un dirigente della compagnia di Rhodes, iniziando ad investire in essa e diventandone il proprietario e presidente nel 1927. Nel frattempo nel 1917 aveva dato vita alla Anglo American Corporation (che dal 1999 diventerà Anglo American Plc)
Morì a Johannesburg nel 1957 e fu sepolto nella St George's Church a Parktown, poiché nel corso della sua vita si era convertito dall'ebraismo al cristianesimo. Dopo la sua morte i suoi affari sono stati portati avanti dal figlio Harry Oppenheimer e, alla morte di quest'ultimo, dal nipote Nicky Oppenheimer.

## Omaggi
Nel 1964 fu trovato un diamante eccezionale che venne chiamato Diamante Oppenheimer in suo onore dal proprietario Harry Winston, che in seguito lo donò allo Smithsonian Institution.